# Dermatitis herpetiformis
Dermatitis herpetiformis (DH) of ziekte van Duhring is een blaasjesvormende huidaandoening, die te maken heeft met overgevoeligheid voor gluten. Er is een relatie met coeliakie (inheemse spruw, darmafwijkingen door overgevoeligheid voor gluten in tarwe), want bij bijna alle DH-patiënten zijn (in meer of mindere mate) afwijkingen in de darm te vinden die passen bij coeliakie.

## Symptomen
Patiënten hebben sterke jeuk en er ontstaan blaasjes tot blaren op de huid. Deze zijn vooral op strekzijde van ellebogen en onderarmen te vinden, op de onderrug, op de knieën, maar soms ook op gelaat of in de schaamstreek. De blaasjes worden vaak snel stukgekrabd, zodat dan alleen rode bultjes zichtbaar zijn.

## Oorzaken
Er bestaat een erfelijke aanleg, samenhangend met humaan leukocytenantigeen (DQ2 en DQ8). Blootstelling aan gluten roept blijkbaar antistoffen op. Deze lijken gericht tegen gliadine (een onderdeel van gluten). De antistoffen lijken ook te binden aan het (lichaamseigen) enzym transglutaminase. Op een onduidelijke manier ontstaat ook een neerslag van IgA rond de epidermale basaalmembraanzone, de verbinding tussen opperhuid naar lederhuid. Dit IgA trekt neutrofiele granulocyten aan, welke de verbinding zo verzwakken dat blaarvorming ontstaat.

## Diagnose
Histologisch onderzoek van een huidbiopt toont neutrofiele granulocyten als een soort abces in de papiltoppen. Bij fluorescentiemicroscopie is er korrelige neerslag van IgA langs de basaalmembraanzone (dit is overigens voor het eerst beschreven door de Nederlandse dermatoloog Jan van der Meer, die hoogleraar in Groningen is geweest). In het bloed zijn auto-antistoffen aantoonbaar. Deze kunnen aangetoond worden door apenslokdarm te onderzoeken: de auto-antistoffen reageren met endomysium, een bindweefsellaag in de wand van de slokdarm. Sinds ca. 2000 worden ook antistoffen tegen transglutaminase (epitheliaal of weefsel) gemeten.
Als DH bij iemand is aangetoond, kan het zinvol zijn om onderzoek te doen of hij/zij ook aan coeliakie lijdt.

## Behandeling
De beste behandeling is dapson. Dit doet de jeuk binnen enkele dagen verdwijnen, maar het ontstaan van een paar nieuwe plekjes per week moet geaccepteerd worden. Het houden van een strikt glutenvrij dieet kan ervoor zorgen dat er minder of geen dapson meer nodig is.
Daarnaast kan jodium (op de huid of in het voedsel) de klachten verergeren.